# Leslie Orgel
Leslie Eleazer Orgel (Londra, 12 gennaio 1927 – San Diego, 27 ottobre 2007) è stato un chimico britannico.
Noto in chimica teorica per contributi quali la teoria del campo dei leganti e i diagrammi di Orgel, e in biologia molecolare per le sue teorie sull'origine della vita.

## Vita
Nato a Londra, ottenne la laurea in chimica all'Università di Oxford nel 1948 e il PhD nel 1953. Durante un periodo di post-dottorato negli Stati Uniti lavorò con Linus Pauling al California Institute of Technology, dove conobbe anche Alexander Rich e James Dewey Watson, e con Robert Mulliken all'Università di Chicago. Nel 1955 tornò in Inghilterra presso il Dipartimento di Chimica Teorica all'Università di Cambridge dove sviluppò le sue ricerche sulla chimica dei metalli di transizione che gli valsero l'elezione a membro della Royal Society nel 1962. A Cambridge ebbe frequenti discussioni con Sydney Brenner e Francis Crick, che contribuirono a spostare i suoi interessi sempre più verso la biologia molecolare, finché nel 1964 si trasferì negli Stati Uniti, nominato direttore del Laboratorio di Evoluzione Chimica al Salk Institute for Biological Studies di La Jolla. Qui condusse ricerche sull'origine della vita e l'autoreplicazione di molecole, fino alla morte avvenuta nel 2007 a causa di un tumore al pancreas. Lasciò la moglie Alice Levinson, tre figli e cinque nipoti.

## Contributi

### Chimica teorica
Orgel si affermò dapprima come chimico teorico in campo inorganico. Combinò la teoria del campo cristallino con la teoria degli orbitali molecolari dando origine alla teoria del campo dei leganti. Introdusse i diagrammi di Orgel, utili ad interpretare le transizioni elettroniche in complessi ad alto spin. Si interessò della stabilità del ferrocene, di suscettività magnetica e spettroscopia NMR dei complessi e altri problemi di fisica dello stato solido.

### Biologia
Oltre che come chimico teorico, Orgel è noto come biologo molecolare per i suoi studi sull'origine della vita. I suoi studi hanno spaziato dalla sintesi prebiotica che ha portato alla formazione degli acidi nucleici, ai processi di unione dei nucleotidi per formare polinucleotidi, e alla possibilità del RNA di autoreplicarsi senza bisogno di enzimi.
Negli anni sessanta assieme a Francis Crick e Carl Woese fu tra i primi a ipotizzare che le più antiche forme di vita fossero basate interamente su RNA in grado di autoreplicarsi, prima che l'evoluzione portasse al DNA e alle proteine. Questa ipotesi fu poi denominata ipotesi del mondo a RNA.
Nel suo libro The Origins of Life Orgel coniò il termine "complessità specificata" (specified complexity) per descrivere ciò che distingue gli organismi viventi dagli oggetti inanimati.
Negli anni 70 assieme a Francis Crick prese in esame l'ipotesi della panspermia guidata. Secondo tale teoria le prime forme di vita sulla Terra sarebbero state deliberatamente introdotte da esseri intelligenti di un altro pianeta.

## Riconoscimenti
Per le sue ricerche Orgel ricevette vari riconoscimenti, tra i quali:
- 1962 - membro della Royal Society
- 1985 - membro della American Academy of Arts and Sciences
- 1990 - membro della Accademia nazionale delle scienze (Stati Uniti d'America)